# Comisión Permanente (Uruguay)
La Constitución de Uruguay prevé la existencia de una Comisión Permanente de la Asamblea General, compuesta de cuatro senadores y siete representantes elegidos por el sistema proporcional, designados unos y otros, por sus respectivas Cámaras.

## Actuación y sección
Ejercerá sus funciones durante el receso de la Asamblea General, hasta que se reinicien las sesiones ordinarias. Este receso se produce entre el 15 de diciembre de cada año hasta el 1 de marzo del año siguiente, excepto en los años en que hay elecciones, cuando se produce desde el 15 de septiembre hasta el 15 de febrero del año siguiente. 
Los asuntos de competencia de la Comisión Permanente que se encuentren a estudio de la Asamblea General o de la Cámara de Senadores en la fecha indicada para la iniciación del receso, pasarán de oficio a conocimiento de aquella.
No obstante, interrumpido el receso y mientras dure el período de sesiones extraordinarias, la Asamblea General o la Cámara de Senadores podrán, cuando así lo resuelvan, asumir jurisdicción en los asuntos de su competencia que se encuentren a consideración de la Comisión Permanente, previa comunicación a este Cuerpo.
Terminadas las sesiones extraordinarias, los asuntos no resueltos sobre los que hayan asumido jurisdicción la Asamblea General o la Cámara de Senadores, serán remitidos de oficio, por la Mesa respectiva, a la Comisión Permanente.
Terminado el receso los asuntos sin resolución a conocimiento de la Comisión Permanente pasarán de oficio al Cuerpo que corresponda.
Si hubiesen caducado los poderes de los Senadores y Representantes por expiración del plazo constitucional, sin que estuviesen proclamados los Senadores y Representantes electos, la Comisión Permanente en ejercicio continuará en las funciones, hasta la constitución de las nuevas Cámaras.
En este caso, al constituirse cada una de las Cámaras, procederá a efectuar la designación de los nuevos miembros de la Comisión Permanente.